# Orogenia leibergii
Orogenia leibergii là một loài thực vật có hoa trong họ Hoa tán. Loài này được (J.M. Coult. & Rose) Rydb. mô tả khoa học đầu tiên năm 1917.